# Etrachsee
Der Etrachsee ist ein See in der österreichischen Gemeinde Krakau im Bezirk Murau in der Steiermark. Er liegt auf 1374 Metern Seehöhe im Krakautal, einem Hochplateau der Schladminger Tauern.
Der zirka 4 Meter tiefe See wird durchflossen vom Etrachbach. Dieser hat seine Quelle nördlich des Sees, er fließt in Nord-Süd-Richtung und mündet bei Krakauschatten linksseitig in den Rantenbach.
Der See hat einen natürlichen Bestand an Bachforellen, Seesaiblingen, Bachsaiblingen und Regenbogenforellen.